# グロスター (軽巡洋艦・2代)
|          | |
| 艦歴     | |
| 発注     | |
| 起工     | 1936年9月22日 |
| 進水     | 1937年10月19日 |
| 就役     | 1939年1月31日 |
| 退役     | |
| その後   | 1941年5月22日に戦没 |
| 除籍     | |
| 性能諸元 | |
| 排水量   | 基準 9,400トン、満載 11,650トン |
| 全長     | 588 ft |
| 全幅     | 62 ft 4 in |
| 吃水     | 20 ft 7 in |
| 機関     | 海軍式三胴型重油専焼缶4基＋パーソンズ式オール・ギヤードタービン4基4軸推進、82,000 shp                                                                                  |
| 最大速力 | 32ノット(59 km/h) |
| 乗員     | 800名 |
| 兵装     | Mk XXIII 15.2cm（50口径)三連装砲4基 Mk XVII 10,2cm（45口径）高角砲連装4基 3ポンド砲単装2基 2ポンド4連装ポムポム砲2基 12.7mm四連装機銃2基 53.3cm水上魚雷発射管三連装2基 |
| 装甲     | 舷側：114mm（VP部、水線部のみ） 甲板：38mm（VP部のみ） 弾火薬庫：25〜114mm 主砲塔：102mm（前盾）、51mm（側盾）、-mm（後盾）、-mm（天蓋）                               |
| 航空兵装 | 水上機3基、カタパルト1基 |

グロスター (HMS Gloucester, C62) は、イギリス海軍のタウン級軽巡洋艦。艦名はイングランド南部の都市グロスターに因む。「The Fighting G.」の愛称で呼ばれた。

## 艦歴
「グロスター」はプリマスのデヴォンポート造船所で1936年9月22日に起工した。1937年10月19日に進水し、1939年1月31日に就役した。
1939年9月、「グロスター」は第4巡洋艦戦隊の旗艦として東インド諸島で活動し、その年の残りはインド洋の哨戒に費やした。12月に南アフリカのサイモンズタウンに移動し活動した。
1940年5月に地中海に移動し、多くの戦闘を経験することとなる。6月にはMA3作戦で出撃中に他の巡洋艦4隻と共にイタリア駆逐艦3隻と交戦した（エスペロ船団の戦い）。7月7日にアレクサンドリアを出航し、翌8日にイタリア軍の空襲を受ける。艦橋に攻撃を受け多くが死傷し、その中には艦長のF・R・ガーサイド大佐も含まれた。その後1940年の後半は地中海東部およびエーゲ海で活動した。
8月15日、魚雷を搭載したイタリアのサヴォイア・マルケッティ SM.79が5機アレクサンドリアに来襲し、その内2機が「グロスター」を目標に魚雷を投下したが魚雷は泥に埋まったため「グロスター」に被害は生じなかった。
1941年1月、MC4作戦に参加。11日、軽巡洋艦「サウサンプトン」と共に航行中であった時にドイツ軍機による攻撃を受けた。この攻撃で「サウサンプトン」が失われた。また、「グロスター」にも爆弾1発が命中したがこれは不発であった。
3月にはマタパン岬沖海戦に参加し、4月には北アフリカ沿岸に対する何回かの砲撃に参加した。その後もう一度爆弾の直撃を受け小さな損害を受けた。
「グロスター」はクレタ島へのドイツ軍輸送部隊に対する艦隊の1隻としていくつかの戦果を挙げた。1941年5月22日、クレタ島北方14マイルのキセラ海峡においてドイツ軍のユンカース Ju 87急降下爆撃機の攻撃を受け、少なくとも4発の直撃弾と3発の至近弾を受け沈没した。723名が死亡し、82名が救助された。「グロスター」の沈没はイギリス史上最悪の戦時災害の1つとして考えられる。

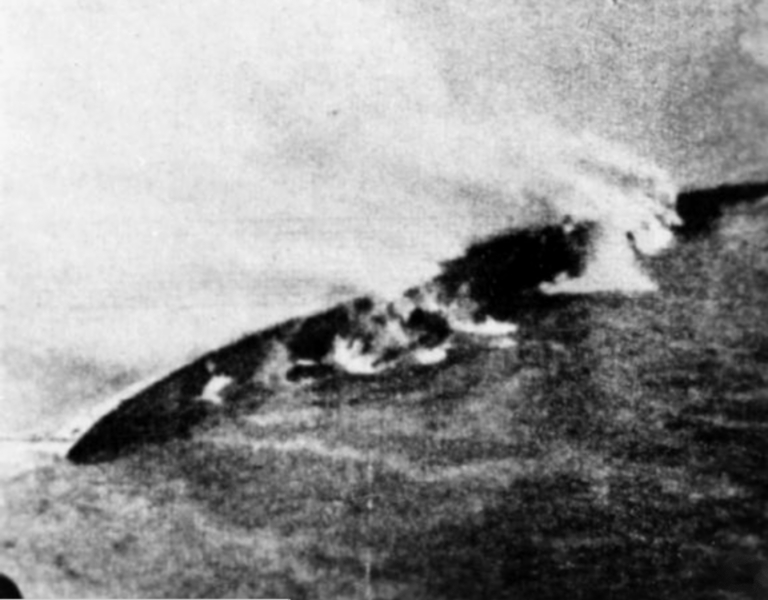
ドイツ機の撮影したクレタ島沖で沈没する「グロスター」

「グロスター」の最後はBBCによって特集番組が制作された。これによれば「グロスター」の急送は単艦で燃料も対空砲の弾薬も僅かなまま（弾薬の残量は2割未満だったという）行われ、「重大な誤り」だったとされる。更に、日没後生存者の救助を試みなかったことは「通常の海軍慣例に反する」ものであった。生存者は「海軍の伝統では船が沈んだ場合、闇に乗じて生存者を救助するための船が派遣される。それは行われず、なぜなのかも分からない。我々はドイツ軍によって救助された。」と語った。
「グロスター」の沈没に関する別の調査はBBCのものとは異なる。これによれば「グロスター」と「フィジー」の両艦が弾薬の僅かなまま駆逐艦「グレイハウンド」の生存者を救助するため急送され、猛烈な空襲のため弾薬を消耗した。2隻は後退の許可を得たものの、「グロスター」が沈められたのは後退途中のことであった。「フィジー」もその日の内に沈められた。
「グロスター」の沈没現場は軍事遺跡法によって保護されている。